# Nebkara
Nebkara (fl. XXVII secolo a.C.) è stato un sovrano egizio appartenente alla III dinastia.

## Biografia
Di questo sovrano non conosciamo il nome Horo e le uniche iscrizioni contemporanee che ci sono pervenute sono alcuni frammenti di iscrizioni ritrovati nei pressi della piramide di Meidum, frammenti ove il nome del sovrano è riportato in scrittura ieratica.
Anche l'associazione con il Neferkara della lista di Abido e con il Souphis di quella manetoniana è da ritenere una congettura non del tutto provata.
Alcuni studiosi associano a Nebkara la mastaba 17 di Meidum che tra l'altro conserva il più antico esempio di sarcofago in pietra da noi conosciuto.

## Liste Reali
| N5 | nfr | kA |

| N5 | nfr | kA |

| N5 | nfr | kA |

| N5 | nfr | kA |

| N5 | nfr | kA |

| N5 | nfr | kA |

| N5 | nfr | kA |

| N5 | nfr | kA |

| N5 | nb | kA |

| N5 | nb | kA |

| N5 | nb | kA |

| N5 | nb | kA |

| G7 |

| G7 |

| N5 | nb | kA |

| N5 | nb | kA |

| N5 | nb | kA |

| N5 | nb | kA |

| G7 |

| G7 |